# God, Jesus, Trump!
God, Jesus, Trump! is een televisieprogramma van de EO dat door Tijs van den Brink wordt gepresenteerd.
In elke aflevering gaat Van den Brink op zoek naar stemmers op de Republikein Donald Trump in de Amerikaanse biblebelt. In de eerste serie in 2020 is Trump halverwege zijn ambtstermijn en bidden zijn christelijke stemmers vurig om een tweede termijn voor hem. Het tweede seizoen overheerst de Corona en Black Lives Matter en in het derde seizoen gaat het slecht met de economie waarvan Democraat Joe Biden de schuld krijgt in aanloop naar de tussentijdse verkiezingen op 8 november 2022. Oude bekenden uit vorige seizoenen komen voorbij, en ook oud-VS-ambassadeur Pete Hoekstra en de Republikeinse staatssenator Ed McBroom die onderzoek deed naar verkiezingsfraude.

## Afleveringen
| Datum            | Titel                 | Seizoen   | Thema |
| ---------------- | --------------------- | --------- | --- |
| 6 februari 2020  | Het beloofde land     | Seizoen 1 | Holland in Michigan |
| 13 februari 2020 | Holy olie             | Seizoen 1 | Oliebel nabij Port Arthur |
| 20 februari 2020 | Gods president        | Seizoen 1 | Speech Trump in North Carolina |
| 13 januari 2021  | De Veluwe van Amerika | Seizoen 2 | Terug naar Holland in Michigan |
| 14 januari 2021  | Texas for Trump       | Seizoen 2 | Fossiele brandstof in Texas |
| 24 oktober 2022  | Twee jaar later       | Seizoen 3 | Terug naar Holland in Michigan |
| 25 oktober 2022  | Van de wereld         | Seizoen 3 | Aangeklaagd vanwege de bestorming van het Capitool, vanuit Montana                                                                                             |
| 26 oktober 2022  | Mooiweerchristenen    | Seizoen 3 | Grensproblematiek in Californië |
| 31 maart 2024    | Almost Heaven         | Seizoen 4 | Kolenmijnen in West Virginia |
| 7 april 2024     | Armageddon            | Seizoen 4 | Preppers in Utah |
| 14 april 2024    | War on woke           | Seizoen 4 | Strijd tegen woke in Texas |
| 11 januari 2025  | God bless America     | Seizoen 5 | Terug naar Californië, de progressieve thuisstaat van Harris, waar vier op de tien mensen tijdens de Amerikaanse presidentsverkiezingen 2024 stemden op Trump. |
| 18 januari 2025  | God bless you         | Seizoen 5 | Terug naar Michigan |